# Monoblepharella elongata
Monoblepharella elongata är en svampart som beskrevs av Springer 1945. Monoblepharella elongata ingår i släktet Monoblepharella och familjen Gonapodyaceae.   Inga underarter finns listade i Catalogue of Life.